# 捷列什科娃陨石坑
捷列什科娃陨石坑（Tereshkova）是月球背面坐落于莫斯科海西侧边沿的一座古撞击坑，约形成于39.2-38.5亿年前的酒海纪，其名称取自世界上首位女宇航员，苏联英雄瓦莲京娜·弗拉基米罗芙娜·捷列什科娃 （1937年- ），1970年被国际天文学联合会批准接受。

## 描述

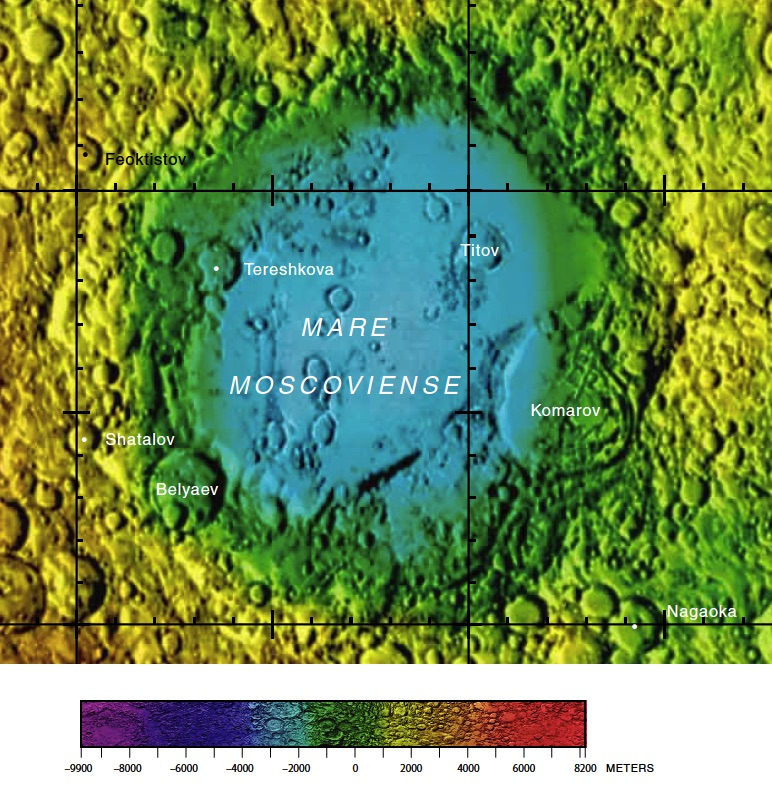
捷列什科娃陨石坑的周边，月球背面区域图。

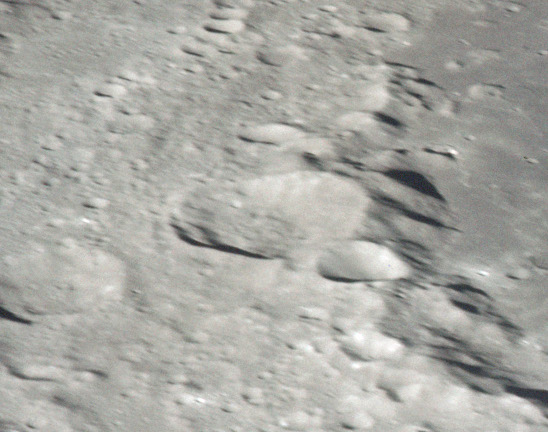
阿波罗13号拍摄的斜视图

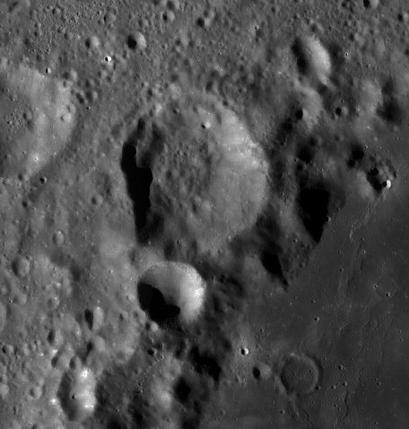
月球勘测轨道飞行器拍摄的图像

该陨坑位西北靠近费奥克蒂斯托夫陨石坑、东侧毗邻季托夫陨石坑、别利亚耶夫环形山坐落在它的南面，而西南较远处则分布了沙塔洛夫陨石坑。
该陨坑中心月面坐标为28°13′N 143°50′E / 28.21°N 143.84°E，直径31.33公里，深度约2.02公里。
捷列什科娃陨石坑边缘轮廓呈圆润的六边形状，陨坑西侧坑壁较平直、南侧壁附近分布有一座无名的小杯状坑，东侧外壁则与莫斯科海边沿相接壤，整体坑壁因存续时间长而严重损毁，坑壁平均高出周边地形930米，内部容积约有372.13立方千米。坑内地表崎岖不平，除环坑沿和坑底分布了一些细小的穴坑外，内部没有其它醒目的地貌结构。

## 卫星陨石坑
按惯例，最靠近捷列什科娃陨石坑的卫星坑将在月图上以字母标注在该坑的中心点旁。

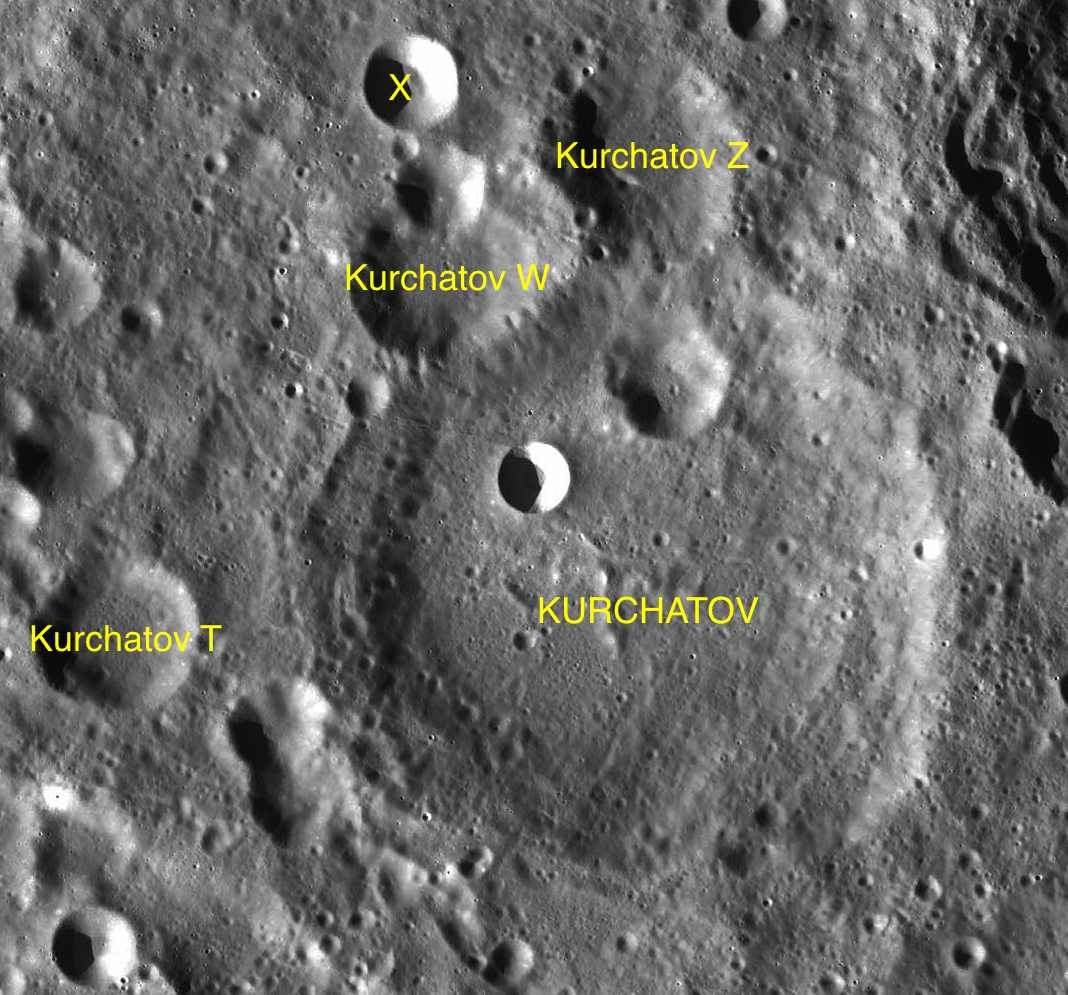
LAC-31 区域图

| 捷列什科娃 | 纬度    | 经度     | 直径    |
| ---------- | ------- | -------- | ------- |
| U          | 28.7° N | 142.8° E | 23 公里 |

## 另请参阅
- Andersson, L. E.; Whitaker, E. A. . NASA RP-1097. 1982.
- Blue, Jennifer. . USGS. July 25, 2007  [2007-08-05]. （原始内容存档于2019-12-13）.
- Bussey, B.; Spudis, P. . New York: Cambridge University Press. 2004. ISBN 978-0-521-81528-4.
- Cocks, Elijah E.; Cocks, Josiah C. . Tudor Publishers. 1995. ISBN 978-0-936389-27-1.
- McDowell, Jonathan. . Jonathan's Space Report. July 15, 2007  [2007-10-24]. （原始内容存档于2019-06-21）.
- Menzel, D. H.; Minnaert, M.; Levin, B.; Dollfus, A.; Bell, B. . Space Science Reviews. 1971, 12 (2): 136–186. Bibcode:1971SSRv...12..136M. doi:10.1007/BF00171763.
- Moore, Patrick. . Sterling Publishing Co. 2001. ISBN 978-0-304-35469-6.
- Price, Fred W. . Cambridge University Press. 1988. ISBN 978-0-521-33500-3.
- Rükl, Antonín. . Kalmbach Books. 1990. ISBN 978-0-913135-17-4.
- Webb, Rev. T. W.  6th revised. Dover. 1962. ISBN 978-0-486-20917-3.
- Whitaker, Ewen A. . Cambridge University Press. 1999. ISBN 978-0-521-62248-6.
- Wlasuk, Peter T. . Springer. 2000. ISBN 978-1-85233-193-1.